# 张有学
张有学，中华人民共和国教育部长江学者讲座教授，密歇根大学教授，主要从事实验地球化学、火山和湖泊喷发动力学与地球的演化等方面的研究工作。

## 生平
张有学先后毕业于北京大学地质系、哥伦比亚大学，1991年起在美国密歇根大学任教。